# Lillsjön (Undenäs socken, Västergötland)
Lillsjön är en sjö i Karlsborgs kommun i Västergötland och ingår i Motala ströms huvudavrinningsområde.